# Nassarius (Niotha) bifarius
Nassarius (Niotha) bifarius is een slakkensoort uit de familie van de Nassariidae. De wetenschappelijke naam van de soort is voor het eerst geldig gepubliceerd in 1873 door Baird.